# Stefan Paluselli
Stefan Paluselli OCist (Taufname Johann Anton Paluselli; * 9. Jänner 1748 in Kurtatsch in Südtirol; † 27. Februar 1805 in Stams) war ein österreichischer Mönch und Kirchenmusiker.

## Leben
Paluselli besuchte ab ca. 1761 das Jesuitengymnasium in Innsbruck und erhielt seine erste systematische Musikausbildung. Von 1768 bis 1770 studierte er Philosophie an der Universität Innsbruck. 1770 trat er in das Stift Stams ein, nahm den Ordensnamen Stefan an und wurde nach dem Theologiestudium in Brixen 1774 zum Priester geweiht. 1785 wurde er Violinlehrer am Knabenseminar, 1791 Chorregent in Stams.
Paluselli gilt als ein wichtiger Komponist Tirols. Er entwickelte schon früh einen eigenwilligen Personalstil, der Anklänge an italienische Barockmusik in der Tradition Vivaldis, volksliedhafte Passagen und differenzierte feingliedrige Rhythmen verbindet. Er schrieb nicht nur für kirchliche Feiern, z. B. Messen, Offertorien, Hymnen oder Motetten, sondern auch eine Vielzahl von Kantaten, oft für die Namenstagsfeiern des Abtes. Von besonders eindrucksvollem künstlerischen Wert sind Palusellis Instrumentalkompositionen (Partiten, die Sonata und Serenata). Sein vielfältiges Werk ist nahezu ausschließlich in seinem Heimatkloster erhalten.